# Сан-Мігель-де-Агуайо
Сан-Мігель-де-Агуайо (ісп. San Miguel de Aguayo) — муніципалітет в Іспанії, у складі автономної спільноти Кантабрія. Населення — 157 осіб (2009).
Муніципалітет розташований на відстані близько 290 км на північ від Мадрида, 48 км на південь від Сантандера.
На території муніципалітету розташовані такі населені пункти: Сан-Мігель-де-Агуайо (адміністративний центр), Санта-Марія-де-Агуайо, Санта-Олалья-де-Агуайо.

## Демографія
Динаміка населення (INE ):

## Галерея зображень

Розташування муніципалітету